# Ruch „Bułgaria na rzecz Obywateli”

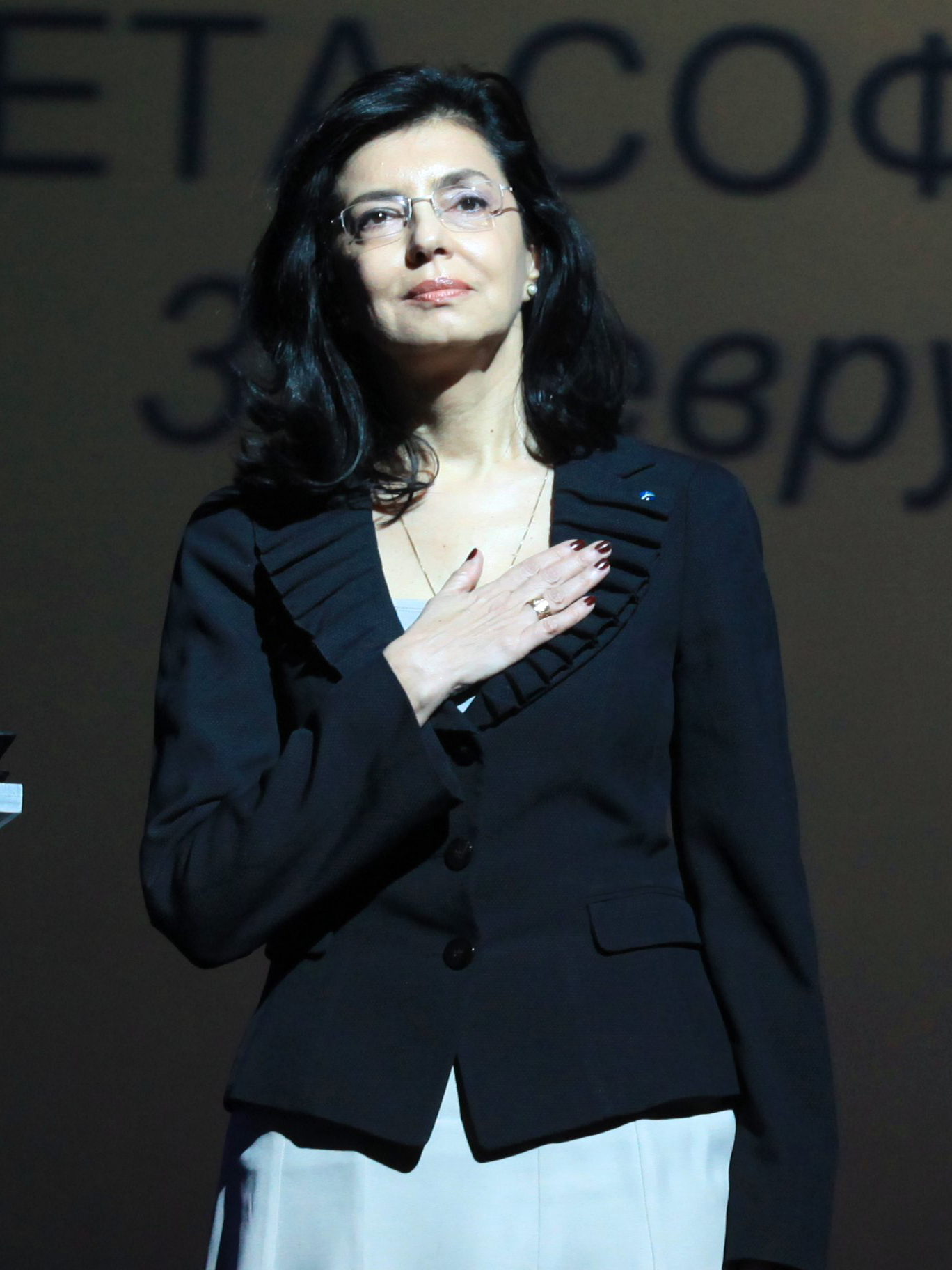
Meglena Kunewa – założycielka i przewodnicząca partii do 2017

Ruch „Bułgaria na rzecz Obywateli” (bułg. Движение „България на гражданите”) – bułgarska centrowa partia polityczna.
Ugrupowanie powstało w lipcu 2012, założyła je Meglena Kunewa, była członkini Komisji Europejskiej i działaczka Narodowego Ruchu na rzecz Stabilności i Postępu. Partia wystartowała w wyborach parlamentarnych w maju 2013, uzyskując około 3,3% głosów i nie przekraczając wyborczego progu. W grudniu tego samego roku formacja wraz z innymi pozaparlamentarnymi ugrupowaniami współtworzyła Blok Reformatorski. W 2017 Meglena Kunewa zrezygnowała z przywództwa w partii.
Przewodniczącym ugrupowania został Dimityr Dełczew. W 2021 partia dołączyła do koalicji wyborczej, którą zorganizowała Maja Manołowa, uzyskując w wyborach z kwietnia i lipca 2021 pojedyncze miejsca w parlamencie. Koalicja ta w kolejnych wyborach z listopada tegoż roku nie uzyskała poselskiej reprezentacji.